# Lena Fischer
Helene „Lena“ Fischer, geborene Helene Schirmann (* 28. Mai 1906 in München; † 14. Oktober 1985 in Berlin) war eine deutsche Kommunistin und Widerstandskämpferin gegen den Nationalsozialismus. In der DDR gehörte sie zeitweise dem ersten ZK der SED an, bevor sie aus der SED ausgeschlossen und verurteilt wurde.

## Leben

### Jugend und Tätigkeit im KJVD
Lena Fischer wurde als Helene Schirmann als Tochter eines russisch-jüdischen Ingenieurs am 28. Mai 1906 in München geboren. Sie besuchte die Höhere Töchter- und Handelsschule in Zürich und arbeitete nach dem Abitur ab 1925 bei der Berliner Garantie- und Kreditbank als Stenotypistin und Korrespondentin. 1927 trat Fischer in den KJVD ein und übernahm ab 1929 für einige Zeit die ehrenamtliche Leitung der Groß-Berliner Kinderorganisation des KJVD, später die Leitung des KJVD in Berlin-Wedding. Nachdem sie 1929 den kommunistischen Jugendfunktionär Franz Fischer geheiratet hatte, war sie im Besitz der deutschen Staatsbürgerschaft. Die Ehe wurde im Januar 1933 bereits wieder geschieden. 1930 wurde sie Mitglied der KPD. Nach der nationalsozialistischen Machtergreifung und dem Gang in die politische Illegalität wurde Fischer vom ZK des KJVD im Frühjahr 1933 beauftragt, als Oberinstrukteurin die illegale Jugendarbeit in den sächsischen Bezirken aufzubauen und anzuleiten. Zum Ende des Jahres 1934 nahm sie dazu auch an der Reichskonferenz des KJVD in Moskau teil, auf der sie in das ZK des KJVD kooptiert wurde. Ihre Arbeit in der Bank musste sie im gleichen Jahr aufgeben.
Am 12. April 1935 reiste Fischer zu einem Treff mit einem angeblichen Vertreter der illegalen KPD-Bezirksleitung Sachsen nach Dresden. Der KPD-Vertreter war jedoch ein ranghoher Dresdener Gestapobeamter, dem sie arglos über zwei Stunden ausführlich über ihre Tätigkeit als Oberinstrukteurin des KJVD berichtete. Nach dem Treffen in einem Café am Dresdener Postplatz wurde Fischer festgenommen und an den darauffolgenden Tagen verhört und schwer misshandelt. Nachdem Fischer erkannt hatte, wie tief die Gestapo in das illegale Netz des KJVD in Sachsen eingedrungen war, empfahl sie anderen Verhafteten, die ihr gegenübergestellt wurden, bereits bekannte Fakten und Namen zuzugeben, um ein noch tieferes Einsickern in die Strukturen des KJVD zu verhindern. Im August 1936 verurteilte sie der Volksgerichtshof zu lebenslänglicher Zuchthaushaft, die sie im Zuchthaus Waldheim absaß.

### Moskauer Jahre
Nachdem Fischers Mutter und Bruder, die zu der Zeit in Moskau lebten, von der Verurteilung erfuhren, wandten sie sich an die Internationale Rote Hilfe und richteten ein Gesuch an die sowjetische Regierung, in dem sie darum baten, Fischer in einen Gefangenenaustausch mit Deutschland einzubeziehen. Dieses Gesuch wurde auch von Wilhelm Pieck, Walter Ulbricht, Philipp Dengel und Georgi Dimitroff unterstützt. Daraufhin wurde im Frühjahr 1937 tatsächlich dem deutschen Botschafter in Moskau, Friedrich-Werner Graf von der Schulenburg, eine Liste mit vier Namen von in Deutschland in Haft befindlichen Personen überreicht, an deren Ausreise die Sowjetunion interessiert war. Zu diesen vier Personen gehörte auch Lena Fischer. Sie wurde daraufhin im Juni 1937 in die Berliner Gestapozentrale gebracht und willigte unter Verzicht auf ihre deutsche Staatsbürgerschaft in den Austausch ein. In der Folge traf sie am 1. August 1937 in Moskau ein.
In Moskau angekommen, musste sie zunächst einen detaillierten Bericht über die Umstände ihrer Verhaftung und die Verhöre niederschreiben und dem Kaderchef der deutschen Sektion beim Exekutivkomitee der Kommunistischen Internationale Georg Müller und dem Vertreter des KJVD bei der Jugendinternationale Walter Hähnel vorlegen. Die belastenden Aussagen verschwieg sie allerdings im Bericht. Rückblickend äußerte sie sich 1956 in einem Brief an Walter Ulbricht: Wenn ich damals in Moskau schwieg, so war es aus Angst und ich denke, daß jeder, der die damalige Situation kennt (1937/38) das verstehen wird. Heute, nach der Entlarvung Berias wird diese Angst verständlicher, doch damals saß die Angst im Nacken. Fischer nahm damit auf die Zeit des Großen Terrors Bezug, der zum Zeitpunkt ihrer Ankunft in Moskau dem Höhepunkt zustrebte. Schon damals erfuhr sie in Moskau, dass viele ihr bekannte, in die Sowjetunion geflüchtete Genossen verschwunden waren.
Die Überprüfung ihres Berichtes dauerte bis in den Frühsommer 1938. Obwohl Fischer wieder mit der politischen Arbeit beginnen wollte, wurde sie ständig hingehalten. Die Verhaftung ihres Bruders verzögerte den Einstieg in eine politische Tätigkeit erneut. Erst nach einem Brief an Georgi Dimitroff, den sie am 10. Mai 1938 an ihn richtete, wurde sie bei der Jugendinternationale als Mitarbeiterin eingestellt. Einige Zeit später wechselte sie zur Zentral-Zeitung, wo sie als Stenotypistin arbeitete. Nach der Verurteilung ihres Bruders musste sie diese Arbeitsstelle räumen. Anschließend arbeitete sie bis 1940 als Instrukteurin in einer Moskauer Trikotagenfabrik. Ende 1939 kam es zu erneuten Befragungen von Fischer aufgrund neuer Erkenntnisse von nach Paris emigrierten KJVD-Funktionären. In Auswertung dieser Erkenntnisse legte die kleine Kommission des KPD-Politbüros, bestehend aus Walter Ulbricht, Herbert Wehner und Philipp Dengel, am 9. Januar 1940 fest, Fischer eine Parteirüge zu erteilen. Im Anschluss wurde sie als Lehrerin für deutsche Sprache bei der Internationalen Roten Hilfe in Moskau beschäftigt. Erst nach dem Überfall Deutschlands auf die Sowjetunion durfte Fischer auch wieder propagandistisch tätig werden. Bis Juni 1947 arbeitete sie als Übersetzerin, Redakteurin und Sprecherin, hauptsächlich für Jugend- und Frauensendungen des Moskauer Rundfunks. Während dieser Tätigkeit lernte sie auch Heinrich Greif kennen, der als Hauptsprecher der deutschen Sendungen fungierte. Da Greifs Mutter nach seinem Tod in Lena Fischers Haushalt lebte, wird angenommen, dass Fischer und Heinrich Greif eine Liebesbeziehung hatten.

### Rückkehr nach Deutschland
Mitte Juni 1947 kehrte Fischer nach Berlin zurück. Sie wurde in die SED aufgenommen und war ab August 1947 als Referentin und Instrukteurin im Frauensekretariat des Zentralsekretariats beim SED-Parteivorstand tätig, welches von Elli Schmidt geleitet wurde. Bereits über ein Jahr vor Fischers Rückkehr, ab Februar 1946, hatte allerdings die Kaderabteilung des ZK der damals noch existierenden KPD, die Dresdener KPD-Bezirksleitung gebeten, Fragen in Bezug zu Lena Fischer zu klären. Im Zuge der Klärung fiel dabei besonders das Verhörprotokoll des ehemaligen Gestapomannes Erich Brauns ins Gewicht, der den Gefangenenaustausch trotz Verhaftung und Verurteilung bestätigte. Er begründete den Austausch mit der Wichtigkeit ihrer Person. Nachdem der sächsische SED-Landesvorstand mehrfach vom SED-Parteivorstand bzgl. der endgültigen Klärung der Angelegenheit Fischer angemahnt wurde, äußerte sich der 1934 unmittelbar betroffene Hans Lauter in einer ausführlichen Stellungnahme. Diese Stellungnahme sowie Aussagen weiterer Mithäftlinge von Lauter wie Anni Sindermann, Heinz Gronau oder Horst Jonas entlasteten Fischer. In der Folge wurde sie zunächst als 1. Sekretärin der SED-Kreisleitung Berlin-Köpenick eingesetzt. Auf dem III. Deutsche Volkskongress, der Ende Mai 1949 tagte und aus seiner Mitte 330 Abgeordnete für den 2. Deutschen Volksrat wählte, wurde auch Fischer in dieses parlamentsähnliche Gremium gewählt. Auch nach der Gründung der DDR am 7. Oktober 1949 gehörte sie der sich konstituierten Provisorischen Volkskammer bis Oktober 1950 als Mitglied an. Zum Ende des Jahres 1949 wechselte sie in das Sekretariat der SED-Landesleitung Berlin. Auf dem III. Parteitag der SED im Juli 1950 wurde sie als Mitglied in das ZK der SED gewählt. Danach arbeitete Fischer im Sekretariat der SED-Landesleitung Berlin und wurde bei Neuwahlen im Juli 1952 bestätigt.

### Fischer und die ZPKK
Dennoch stand Fischer immer wieder im Fokus parteiinterner Ermittlungen. Spätestens nach dem Rajk-Prozess in Ungarn und der Affäre um Noel Field nahm sich die Zentrale Parteikontrollkommission (ZPKK) alte Befragungen und Untersuchungen nochmals vor. Im Dezember 1950 wurde Fischer von der ZPKK geladen und erneut eingehend zu den Umständen ihrer Verhaftung, den ersten Verhören, ihren Aussagen bei der Gestapo und ihrem Prozess vor dem Volksgerichtshof befragt. Nach mehreren Befragungen, die sich über Monate hinzogen, da Fischer auch in die Vorbereitung der III. Weltfestspiele in Berlin involviert war, fasste die ZPKK im August 1951 den Beschlussentwurf, sie von ihren Funktionen als Mitglied des ZK der SED und im Sekretariat der SED-Landesleitung Berlin zu entbinden. Ihr wurden fortan nur Funktionen auf Kreisebene zugestanden. Begründet wurde der Beschluss damit, dass sie durch ihre Haltung bei der Gestapo bei der Verhaftung wesentlich dazu beitrug, jüngere Genossen dazu zu verleiten, der Gestapo einen tiefen Einblick in die Strukturen des KJVD zu geben. Auch der Verrat an Hans Lauter und Maria Rott wurde ihr zugeschrieben, obwohl Lauter Fischer nach ihrer Rückkehr nach Deutschland in einem persönlichen Gespräch entlastet hatte. Allerdings wurde der Beschluss zunächst nicht umgesetzt, Fischer verblieb in ihren Parteifunktionen bis Mitte März 1953 im Amt. So wurde noch am 12. März 1953 auf der Sitzung des Sekretariats der SED-Bezirksleitung Berlin beschlossen, Fischer als Leiterin für die Organisations- und Aufmarschkommission zu den Feierlichkeiten am 1. Mai einzusetzen.
Am 17. März 1953 wurde jedoch auf einer umfangreichen Politbürositzung gleich im zweiten Tagesordnungspunkt beschlossen, im Rahmen von Maßnahmen zur Abwehr feindlicher Tätigkeit in der Partei und zur Erhöhung der Wachsamkeit Lena Fischer wegen Verrat vor der Gestapo aus der Partei auszuschließen. Anders als 1951, als ihre Haltung vor der Gestapo gerügt wurde und sie noch in der Partei verbleiben durfte, wurde Fischer jetzt Verrat vorgeworfen und sie aus der Partei ausgeschlossen. Mit gleicher Begründung wurde auf der Sitzung auch Hans Lauter, immerhin Mitglied des Sekretariats des ZK der SED, aus dem ZK ausgeschlossen und von seiner Funktion als Sekretär des ZK abberufen. Er blieb allerdings Parteimitglied. Aufhänger war aber die Einleitung einer Untersuchung durch ZPKK über die Verbindungen von Franz Dahlem zu Noel Field. Anzumerken ist, dass Fischer und Lauter nicht im Zusammenhang mit Noel Field diese Parteistrafen erhielten. Allerdings wurden diese Beschlüsse zunächst geheim gehalten. Erst im Zusammenhang mit Dahlems Ausschluss aus dem ZK und der Entbindung von allen Parteifunktionen, die auf dem 13. Plenum des ZK, welches am 13. und 14. Mai 1953 stattfand, bekanntgegeben wurde, wurden auch die Beschlüsse zu Lauter und Fischer im SED-Zentralorgan Neues Deutschland veröffentlicht. Mit dem Beschluss zu Lena Fischer war auch ihre Verhaftung verbunden. Im September 1953 wurde sie vom Bezirksgericht Rostock zu einer Haftstrafe von vier Jahren verurteilt, die sie im Zuchthaus Brandenburg verbüßte. Nach einem Gnadenerlass von DDR-Präsident Wilhelm Pieck wurde sie am 19. November 1955 aus der Haft entlassen.

### Bemühungen um Rehabilitierung
Nach ihrer Freilassung und Rückkehr nach Ost-Berlin bemühte sich Fischer umgehend um ihre Rehabilitierung und Wiederherstellung ihrer Parteimitgliedschaft. Arbeit fand sie ab dem Jahresbeginn 1956 in einem kommunalen Großhandelsbetrieb für Molkereierzeugnisse und Eier in Berlin. Nachdem sich nach dem 20. Parteitag der KPdSU die politische Großwetterlage innerhalb der SED gedreht hatte, setzte die Partei im Frühjahr 1956 eine Kommission zur Überprüfung von Angelegenheiten der Parteimitglieder ein. Diese sollte unter den Eindrücken des 20. Parteitages die in der ersten Hälfte der 1950er verhängten Parteistrafen auf ihre Rechtmäßigkeit hin überprüfen. Dieser Kommission gehörten weitestgehend die gleichen Mitglieder an, die vorher in der Zentralen Parteikontrollkommission die Parteistrafen verhängt hatten. So prüften SED-Funktionäre wie Herta Geffke oder Max Sens die Rechtmäßigkeit ihrer einige Jahre zuvor getroffenen Entscheidungen selbst. An diese Kommission wandte sich Fischer kurz nach deren Tätigkeitsaufnahme. Wurde ihr Antrag auf Wiederherstellung der Parteimitgliedschaft am 14. Juni 1956 zunächst um ein Jahr zurückgestellt, beschloss die ZPKK jedoch bereits am 12. Januar 1957 die Wiederherstellung ihrer Mitgliedschaft seit dem Jahr 1930. In der Begründung hieß es abschließend: Nach Einschätzung der ZPKK war die Verurteilung nicht gerechtfertigt und wäre eine parteimäßige Entscheidung ausreichend gewesen. Die Rehabilitierung selbst erfolgte nichtöffentlich.
Fischer arbeitete anschließend bis zu ihrer Berentung im kommunalen Großhandel, zuletzt als Direktorin der Großhandelsgesellschaft Molkereierzeugnisse. Sie wurde als Verfolgte des Naziregimes anerkannt und wirkte ab 1974 als stellvertretende Vorsitzende des Kreiskomitees der Antifaschistischen Widerstandskämpfer in Berlin-Prenzlauer Berg. In Parteiämter kehrte sie nicht wieder zurück. Diverse staatliche Ehrungen, die teilweise mit Geldprämien verbunden waren, können als Ersatz für eine nie stattgefundene öffentliche Rehabilitierung angesehen werden. Hinzu kam eine über die Jahre auch medial dokumentierte Versöhnung mit der Partei, die in einer Grußadresse von Berliner Parteiveteranen an den X. Parteitag der SED gipfelte. In der am 25. April 1981 im Neuen Deutschland veröffentlichten Botschaft ist unter den Unterzeichnern auch Fischers Name zu finden. Kurze Zeit später gab es zu ihrem 75. Geburtstag auch eine offizielle Grußadresse des ZK der SED, die im SED-Zentralorgan abgedruckt wurde.
Nach ihrem Tod wurde Fischer am 18. November 1985 auf dem Zentralfriedhof Berlin-Friedrichsfelde beerdigt.

## Ehrungen
- 1964: Clara-Zetkin-Medaille[6]
- 1976: Vaterländischer Verdienstorden in Gold[7]